# Simone Hines
Simone Hines (ur. 24 lutego 1975 w Trenton) – amerykańska piosenkarka R&B. Największą popularność przyniósł jej wydany w 1997 singiel „Yeah! Yeah! Yeah!”

## Kariera
Simone była otoczona muzyką już od najmłodszych lat. Jej matka, Bernadine Hines prowadziła zajęcia ze śpiewu i to właśnie ona zaszczepiła w córce miłość do muzyki. Początkująca wokalistka zaczynała swoją karierę jako piosenkarka klubowa, wkrótce została jednak zauważona i zaangażowana w poważniejsze projekty. Śpiewała w chórkach dla takich artystów, jak Queen Latifah, Michael Bolton, czy nawet Aretha Franklin. W drugiej połowie lat 90. podpisała kontrakt z wytwórnią Epic Records.
Jej debiutancki i jak do tej pory jedyny album ukazał się 16 września 1997 roku. Zatytułowany był po prostu Simone Hines. Wśród producentów znalazł się cieszący się dużą popularnością Rodney Jerkins. Piosenkarka jest współautorką trzech z czternastu piosenek, które znalazły się na wydawnictwie. Na potrzeby albumu nagrano również cover piosenki „Best Of My Love”, oryginalnie wykonywanej przez zespół The Emotions.
Na pierwszy singiel z albumu został wybrany utwór „Yeah! Yeah! Yeah!” stworzony w całości przez Jerkinsa. Piosenka opisuje uczucia towarzyszące zakochanej na zabój kobiecie. Singiel osiągnął umiarkowany sukces komercyjny, docierając do 38. miejsca cotygodniowego zestawienia Billboard Hot R&B Songs i utrzymując się w Top 100 przez dziewiętnaście tygodni. Drugim singlem promującym debiut Hines został „Only Fools Fool Around”, który jednak nie odniósł jakiegokolwiek sukcesu. Po niepowodzeniu albumu nie zdecydowano się na wydanie kolejnego albumu sygnowanego nazwiskiem artystki.